# 1651 Behrens
1651 Behrens (1936 HD) là một tiểu hành tinh vành đai chính được phát hiện ngày 23 tháng 4 năm 1936 bởi Marguerite Laugier ở Nice.